# Elisabethanisches Weltbild
Als elisabethanisches Weltbild bezeichnet man das Weltbild der englischen Gesellschaft zur Regierungszeit von Königin Elisabeth I. (1558–1603). Mitte des 20. Jahrhunderts entwickelte E. M. W. Tillyard für die Zeit der Elisabethaner dieses Konzept einer traditionalen Vorstellung verhaftet, kaum veränderlich denkenden Gesellschaft der „großen Kette der Wesen“ („great chain of beings“), das der Literaturwissenschaftler Arthur O. Lovejoy einige Jahre zuvor für die gesamte Vormoderne postuliert hatte. Diese Vorstellung hat große Wirksamkeit entfaltet, gilt inzwischen aber als zu geschlossenes Denksystem, um die Gedankenwelt einer ganzen, komplexen Gesellschaft erklären zu können, und damit als überholt.

## Grundlagen
Entscheidend in der Vorstellung der Elisabethaner war nach diesem Konzept der Gedanke, dass sich die Ordnung des Universums – der Makrokosmos – im Kleinen widerspiegelt – im Mikrokosmos. Jedes Ding war in sich ein Mikrokosmos, in dem sich die Ordnung des Kosmos widerspiegelte. So stand der König dem Staat vor wie Gott der Schöpfung, und die Ordnung des Staates wiederum spiegelte die Ordnung der Schöpfung wider. Auch der einzelne Mensch selbst trug die Ordnung des Ganzen in sich. Dies zeigte sich beispielsweise in der antiken Lehre der vier Säfte (four humours), die in der Elisabethanischen Zeit insbesondere in der Medizin von Bedeutung war: die damals angenommenen vier Elemente der Schöpfung – Luft, Feuer, Erde und Wasser – spiegelten sich in den vier Säften wider, von denen die Elisabethaner glaubten, sie machten den Menschen aus: Blut, gelbe Galle, schwarze Galle und Schleim (blood, yellow bile, black bile and phlegm), wobei jeder der vier humours für einen Charakterzug stand.
Elisabethaner waren nach Lovejoy besessen von der Perfektion, die man nur oben finden konnte (also nicht in der Erde, bei den unteren Ständen oder in den unteren Regionen des Körpers), und sie fühlten sich bedroht von Unordnung und Chaos, z. B. Bürgerkrieg, Wahnsinn und vernunftwidrigen Leidenschaften. Veränderungen waren grundsätzlich beängstigend.
Diese Vorstellung hält zum Beispiel die komplizierten Handlungsgerüste William Shakespeares zusammen (Elisabethanisches Theater): Wenn es in der Natur Unordnung gibt, gibt es auch in der Gesellschaft und der Psyche des Individuums Unordnung. Die Rebellion gegen Gott wiederholt sich in der Rebellion gegen den König und den Vater, und zwar bei adligen Bürgern und einfachem Volk. So spiegelt sich beispielsweise in Shakespeares Drama Macbeth der Frevel des Königsmords, der die staatliche Ordnung durcheinanderbringt, in dem Chaos wider, das in der Natur herrscht.
Während das theologisch-kosmologische Konzept der hierarchischen Ordnung vor allem eine Erklärung der Welt lieferte, hatte die politisch-soziale Ordnungsvorstellung einer gottgegebenen Hierarchie für den body politic, das Staats- und Gesellschaftswesen als „politischer Körper“, eine reale Bedeutung, da die Stabilität des elisabethanischen Gemeinwesens mangels einer geschriebenen Verfassung maßgeblich davon abhing, das die Bürger und Untertanen sich als Teil einer von Gott bestimmten Rangordnung verstanden.

## Spiegelungen in der zeitgenössischen Literatur
In Shakespeares Stücken finden sich an verschiedenen Stellen ausdrückliche Plädoyers für das Einhalten der sozialen Rangordnung. In Troilus und Cressida etwa hält Odysseus, als die Rangordnung der Griechen sich während der langen Belagerungszeit vor Troja aufzulösen beginnt, eine Rede, in der er wortgewaltig die Bedeutung der Aufrechterhaltung des degree, mithin des Ranges, bekräftigt. Wird die angestammte Ordnung aufgelöst, so brechen „Schrecken, Pest und Meuterei“ aus; nur durch den Rang können „Gemeinden, Schulen, Gilden, Bruderschaften, friedlicher Handel zwischen fernen Küsten, das Recht des Erstgeborenen und Erben, der Vorrang des Alters, Kronen, Zepter, Orden ... authentisch fortbestehen.“ Wird der Rang jedoch missachtet oder erschüttert, so krankt ein jedes Unternehmen; es drohen Streit und die Gewalt der Willkür, die zu völligem Chaos und Ersticken führen (Akt 1, Szene 3, 74–137).
Ein ähnliches Plädoyer für die soziale Rangordnung findet sich in Shakespeares Coriolanus, in dem Menenius den römischen Staat mit einem Körper vergleicht, dessen Magen der Adel ist. In Heinrich V. vergleicht der Erzbischof von Canterbury in einer umfangreichen Rede in gleicher Hinsicht den Staat mit einem Bienenvolk, wie dies auch Odysseus tut.
Was Shakespeare in seinen Stücken in dramatischer Sprache mit Pathos zum Ausdruck bringt, findet sich auch in trockener Prosa, oftmals in ähnlichen Formulierungen, in zahlreichen Schriften des 16. Jahrhunderts, beispielsweise bei Sir Thomas Elyot in The Boke named the Governour (1531) oder in den Abhandlungen von Richard Hooker, der zu den bedeutendsten Theologen der englischen Reformation zählte.

## Politische und soziale Bedeutung der Ordnungsvorstellungen
Trotz der Kenntnis der gebildeten Schichten von der Umwälzung des kosmologischen Weltbildes durch die Entdeckungen von Kopernikus waren die Vorstellungen eines großen Teils der Elisabethaner durch das Festhalten am mittelalterlichen ordo-Denken und die Angst vor einer Auflösung der sozialen Hierarchie bestimmt. Die mittelalterliche Weltvorstellung, die in weiten Bereichen das Grundgefühl der Menschen in der damaligen Zeit prägte, bot ihnen jene Stabilität und Sicherheit, nach der sich die Engländer sehnten, nachdem sie zwischen 1534 und 1559 dreimal die Religion wechseln mussten und sie die brennenden Scheiterhaufen der Märtyrer noch lebhaft in Erinnerung hatten.

## Kritik
In jüngerer Zeit ist jedoch insbesondere die Heranziehung Shakespeares als Beleg für die traditional-konservative Denkweise und den Ruf nach Ordnung (Tillyard schrieb 1944 ein Buch über Shakespeare’s History Plays, von dem aus er seine Ideen für die elisabethanische Gesellschaft entwickelte) vielfach kritisiert worden.
Wenngleich in Shakespeares Werken das Grundgefühl der elisabethanischen Welt und die damit verbundenen Wertvorstellungen ihren Eingang gefunden haben, zeigt er in seinen Stücken zugleich die Gefährdung dieser Ordnung auf, denn die kosmische Wertepyramide wird bei Shakespeare an zahlreichen Stellen durch eine potentielle Bruchlinie durchbrochen, an der nicht nur die dramatischen Figuren oder Menschen, sondern auch die zugrundeliegende göttliche Ordnung auseinanderzubrechen droht.
Neben der überkommenen Ordnungsvorstellung existierte zugleich eine Gegenbewegung, die zusehends an Gewicht gewann und die Auflösung der festgefügten Ordnung nicht länger als Bedrohung, sondern als eine sich bietende Chance sah. Insbesondere für das aufstrebende Bürgertum und allen voran die Puritaner kam die Abflachung der gesellschaftlichen Hierarchie einer Erhöhung ihres eigenen sozialen Status gleich. Dieses egalitäre Bestreben fand zunächst im nicht-belletristischen Schrifttum seinen Ausdruck und meldete sich erst in der Mitte des 17. Jahrhunderts im englischen Bürgerkrieg unüberhörbar zu Wort.
Auch jene Dichter und Intellektuelle, die durch den Renaissance-Humanismus geprägt waren, forderten eine andere Form des emanzipatorischen Individualismus und beanspruchten das, was in der italienischen Renaissance unter dem Konzept der virtù (Tugend) verstanden wurde. Als einer der herausragendsten elisabethanischen Vertreter dieser von Machiavelli beeinflussten neuen Weltsicht zeigte sich Christopher Marlowe, der in seinen Dramen Charaktere zeigt, die ohne Skrupel nach dem Höchsten streben. Vor allem in seinem Faust-Drama bringt er die Umwandlung der mittelalterlichen Werteordnung radikal zum Ausdruck; der Prozess der Auflösung der alten Ordnung spiegelt sich jedoch ebenso bei zahlreichen anderen Schriftstellern. 
Selbst Shakespeare war sich dieser neuen Haltung durchaus bewusst, wie seine eindringliche Darstellung der Usurpatoren Richard III. oder Macbeth aus ihrem Inneren heraus unverkennbar zeigt. Auch die Gestaltung von Falstaff als letztlich sympathisch erscheinender Verkörperung des Anarchischen schlechthin belegt, dass Shakespeare keinesfalls ein einseitiger oder gar reaktionärer Anhänger der alten Werteordnung war. So legt er beispielsweise in einigen seiner Komödien die Wiederherstellung der gestörten Ordnung in die Hände einer Frau oder lässt in seinen großen Tragödien nach dem Sturz des Helden die Macht in die Hände eines Pragmatikers ohne tragisches Charisma übergehen. Notwendig scheint aus seiner Sicht einzig das Bestehen einer Rangordnung an sich, deren konkrete Ausprägung er jedoch in mancherlei Hinsicht offen lässt.
Die kulturalistische Wende in der Geschichtswissenschaft und der New Historicism in der Literaturwissenschaft haben auf die Brüche, Fluiditäten und die „unzähligen elisabethanischen Weltbilder“ statt des einen monolithischen hingewiesen. Auch in oberflächlich ordnungsbejahenden Äußerungen könne subversive Kraft stecken. Wichtig sei es, den Entstehungskontext der alle Ordnung bedrohenden Zeit des Zweiten Weltkriegs und der idealistischen, historistischen Denkweise Tillyards zu berücksichtigen, um sein Werk zu verstehen. Denn trotz aller Kritik beschäftige sich die Wissenschaft bis heute mit seinem Werk.
Franco Moretti schreibt in seiner Auseinandersetzung mit Tillyards historiographischer Hypothese eines geschlossenen elisabethanischen Weltbildes, dass „English tragedy is nothing less than the negation and dismantling of the Elizabethan World Picture“ (Die englische Tragödie ist nichts weniger als die Negation und Demontage des elisabethanischen Weltbildes). Auf Grundlage dieser Einsicht kritisiert er Tillyards Zeichnung des elisabethanischen Weltbildes als eine eher irreführende Konzeption.

## Belege
1. ↑  Vgl. Hans-Dieter Gelfert: Das elisabethanische Weltbild. In: Hans-Dieter Gelfert: William Shakespeare in seiner Zeit. C. H. Beck Verlag, München 2014, ISBN 978-3-406-65919-5, S. 123 ff. und 129.
2. ↑  Vgl. Hans-Dieter Gelfert: Das elisabethanische Weltbild. In: Hans-Dieter Gelfert: William Shakespeare in seiner Zeit. C. H. Beck Verlag, München 2014, ISBN 978-3-406-65919-5, S. 126.
3. ↑  Vgl. Hans-Dieter Gelfert: Das elisabethanische Weltbild. In: Hans-Dieter Gelfert: William Shakespeare in seiner Zeit. C. H. Beck Verlag, München 2014, ISBN 978-3-406-65919-5, S. 126–129.
4. ↑  Vgl. Hans-Dieter Gelfert: Das elisabethanische Weltbild. In: Hans-Dieter Gelfert: William Shakespeare in seiner Zeit. C. H. Beck Verlag, München 2014, ISBN 978-3-406-65919-5, S. 122 f. und 129.
5. ↑  Alexander Leggatt etwa schreibt von der „customary … ritual attack“ dagegen; das Fach habe „established that to see Shakespeare as a propagandist for the Tudor Myth, the Great Chain of Being, and the Elizabethan World Picture will not do.“ Alexander Leggatt: Shakespeare’s Political Drama. The History Plays and the Roman Plays. Routledge, London u. a. 1988, ISBN 0-203-35904-6, S. vii.
6. ↑  Vgl. Hans-Dieter Gelfert: Das elisabethanische Weltbild. In: Hans-Dieter Gelfert: William Shakespeare in seiner Zeit. C. H. Beck Verlag, München 2014, ISBN 978-3-406-65919-5, S. 130–132. Siehe auch eingehend zu den verschiedenen Gegenbewegungen gegenüber der mittelalterlichen kosmologischen Ordnungsvorstellung, wie Tillyard sie beschreibt, die Ausführungen in Bernhard Fabian (Hrsg.): Die englische Literatur. Band 1: Epochen und Formen. Deutscher Taschenbuchverlag, 3. Auflage München 1997, ISBN  3-423-04494-2, S. 47–61.
7. ↑  Neema Parvini: Shakespeare’s History Plays. Rethinking Historicism. Edinburgh University Press, Edinburgh 2012, ISBN 978-0-7486-4613-5, S. 85.
8. ↑  Franco Moretti: »A Huge Eclipse«: Tragic Form and the Deconsecration of Sovereignty. In: Stephen Greenblatt (Hrsg.): The Power of Forms in the English Renaissance. Norman (Okla.): Pilgrim Books 1982, S. 12ff. Siehe auch Andreas Höfele: Hamlet. In: Interpretationen - Shakespeares Dramen. Philipp Reclam jun. Verlag, Stuttgart 2000, ISBN 3-15-017513-5, S. 247.